# Imposizione tipografica
L'imposizione tipografica è il procedimento che permette di stampare più pagine, disposte in modo opportuno, su un unico foglio. Il foglio così stampato e poi adeguatamente piegato formerà un fascicolo o segnatura, che insieme con altre costituirà un libro.

## Storia
Anticamente e fino a tutto il XIX secolo, l'imposizione era compiuta manualmente dal tipografo, assemblando vari pacchetti di composizione tipografica a caratteri mobili in piombo corrispondenti alle singole pagine, disponendole secondo un ordine ben preciso entro una forma di stampa (ossia un telaio di legno), da inchiostrare e passare sotto il torchio, così da stampare un foglio intero, che dopo essere stato piegato formasse un fascicolo o segnatura, solitamente di 8 carte e 16 pagine (detto quaternione o quaderno), elemento costitutivo del libro.

## Metodo attuale
Oggi l'imposizione è il sistema digitale che permette di collocare, secondo un'esatta disposizione, più pagine singole di un prodotto editoriale, all'interno di un'unica messa in pagina, secondo le specifiche tecniche relative alla macchina che ne realizzerà la stampa e al formato della carta sul quale verrà stampato il prodotto editoriale.
Il primo utilizzo dell'imposizione riguardava lo sviluppo su pellicola (CTF, acronimo di computer to film) di un'unica segnatura detta "bianca e volta".
Le pellicole servivano ad impressionare le lastre con le quali effettuare la stampa. Le segnature sono gruppi di pagine stampate su un unico foglio fronte e retro, rispettivamente chiamate bianca e volta.
Il numero di pagine di una segnatura è determinato dalla macchina da stampa e dal tipo di carta usato (grammatura): le più comuni sono i trentaduesimi, i sedicesimi, gli ottavi e i quartini.
Il foglio, una volta stampato, verrà piegato più volte a formare così la segnatura che sarà poi confezionata in base all'allestimento. 

Da qualche anno la tecnologia ha permesso di incidere direttamente l'imposizione sulle lastre di alluminio attraverso un macchinario chiamato CTP (computer to plate) che, attraverso un raggio laser, elimina la base gelatinosa sulla lastra lasciando solo lo stampabile.

Vari software applicativi assolvono questa funzione del processo produttivo editoriale, tra i più noti: Preps, Impostrip, Wizard, Screen ed altri.
Nel prossimo futuro questa funzione si integrerà in un sistema che coordinerà l'intera filiera editoriale.

## Le segnature secondo la terminologia moderna
Le segnature possono essere di molte pagine; quelle di uso più comune sono ottavi, sedicesimi, dodicesimi, ventiquattresimi e trentaduesimi, ma sono molto usati anche i quartini in particolari pubblicazioni.
Quindi, per esempio, un libro consistente di 96 pagine può essere composto da 3 trentaduesimi oppure 6 sedicesimi, 12 ottavi, 8 dodicesimi, 4 ventiquattresimi e così via.
La scelta è dello stampatore; questa scelta viene fatta per ottimizzare al meglio il foglio di carta che lo stampatore ha a disposizione.
Quindi le variabili in gioco più rilevanti sono:
- la dimensione del libro finito
- il formato di carta a disposizione

Nella scelta incidono comunque altri fattori: per esempio, se un libro è composto da pagine in bianco e nero, con qualche illustrazione sporadica a colori, allora, per una stretta esigenza economica, si cerca la combinazione che obblighi lo stampatore ad eseguire meno avviamenti macchina possibile. A tal fine, specie nelle piccole realtà, si tende ad alternare sedicesimi e ottavi, oppure a intercalare un quartino sopra un sedicesimo (ottenendo in pratica un ventesimo) o combinazioni simili.
Per effettuare questa scelta occorre anche considerare l'aspetto della finitura e della legatura: infatti il legatore deve essere in grado di realizzare quanto lo stampatore si è prefissato; questa considerazione è valida in modo particolare nelle piccole realtà e altresì per formati fuori dallo standard.

## La battuta colore
La stampa può avvenire con vari colori (es. a un colore = nero) a due colori (es. nero per il testo e rosso per i titoli) a tre colori o in quadricromia (spesso si dice semplicemente "a colori"). È possibile stampare tutto il volume o la segnatura a colori o tutto in bianco e nero. Oppure è possibile stampare a colori la facciata anteriore del foglio (in gergo "bianca") e con altra combinazione (es. in bianco e nero) l'altra faccia del foglio (in gergo "volta"). Osservando la figura sopra, il volume o segnatura risultante avrà una caratteristica successione delle pagine che alterneranno i colori della bianca con quelli della volta (es. alcune pagine saranno in bianco e nero e verranno alternate a quelle a colori). Questa successione è chiamata "battuta colore", e viene indicata spesso con due numeri, indicanti il numero dei colori impiegati. Ad esempio 4+4 indica un volume (o una segnatura) completamente a colori (4 colori in bianca e 4 in volta). L'espressione 4+2 indica che la bianca è in quadricromia e la volta in due colori, 4+1 indica che la bianca è a colori e la volta in bianco e nero (=1 colore) e così via.

## Tecnica manuale
Fino a non molto tempo fa (ma qualcuno lo fa ancora oggi, specie nelle piccole realtà) le imposizioni venivano fatte manualmente ritagliando e posizionando ogni pellicola litografica in modo opportuno ottenendo una lastra litografica; l'operazione richiede molta precisione specie nelle stampe a colori dove vengono sovrapposte diverse lastre di stampa: in caso di imprecisione si ottiene un "fuori registro" risultante, in pratica, in un fastidioso effetto di sdoppiamento dovuto al non corretto allineamento dei colori.

## Tecnica digitale
Oggigiorno le imposizioni avvengono in digitale, su file.
Senza l'ausilio di programmi specifici è possibile, con un programma di impaginazione, disporre le pagine in modo da comporre una segnatura.
Alcuni programmi professionali come Digital Auto Impose (talvolta sotto forma di plugin per programmi di impaginazione) eseguono questo lavoro automaticamente; le pellicole di stampa o le lastre di stampa (computer to plate), ove necessarie (non nella stampa digitale, per esempio) vengono preparate direttamente in questo formato con una precisione e una velocità decisamente maggiori.
A volte questa operazione viene eseguita direttamente in stampa mediante l'ausilio di quello che viene chiamato RIP il quale non elabora le singole pagine e le stampe direttamente "imposte" a comporre la segnatura.